# Ротань Петро Миколайович
Петро́ Микола́йович Рота́нь (нар. 16 червня 1956, Максимівка, УРСР — пом. 30 травня 2020) — український радянський футболіст, відомий виступами у складі полтавської «Ворскли». Батько екс-гравця збірної України з футболу Руслана Ротаня.

## Життєпис
Народився у селі Максимівка, що на Полтавщині. На початку кар'єри захищав кольори кременчуцьких «Металурга» та «Нафтовика», що виступали в чемпіонаті Полтавської області.
Протягом 1980—1989 років виступав за полтавський «Колос», що згодом змінив назву на «Ворсклу». 1982 отримав важку травму, внаслідок якої пропустив майже весь сезон. У другій лізі чемпіонату СРСР провів 184 матчі, в яких відзначився 13 забитими м'ячами. У 1990—1991 роках був гравцем аматорського клубу «Зоря» (Карлівка).
Після закінчення кар'єри гравця протягом 12 років працював дитячим тренером з футболу. У сезоні 1994/1995 повернувся на поле у складі полтавської «Велти», що грала у чемпіонаті області.
До 2013 року тренував аматорський футбольний клуб «Нове життя» з Андріївки, поступившись місцем на тренерському містку Олександрові Мелащенку. 
Помер 30 травня 2020 року у віці 63 років.

## Досягнення
- Срібний призер 6-ї зони другої ліги чемпіонату СРСР (1): 1988
- Чемпіон УРСР серед аматорів (1): 1986
- Бронзовий призер чемпіонату УРСР серед аматорів (1): 1985

## Родина
- Син — Ротань Руслан Петрович (1981), український футболіст та футбольний тренер. Екс-гравець національної збірної України, головний тренер молодіжної збірної України.
- Син — Ротань Петро Петрович (1982), український футболіст, півзахисник.
- Син — Ротань Олексій Петрович (1986), український футболіст, півзахисник.